# Ташенка (посёлок)
Ташенка — посёлок сельского типа в России, расположен в Касимовском районе Рязанской области. Входит в состав Овчинниковского сельского поселения.

## Географическое положение
Посёлок Ташенка расположен на правом берегу Оки в месте впадения в неё реки Ташенка примерно в 10 км к югу от центра города Касимова. Ближайшие населённые пункты — деревня Волково к северу, деревня Колубердеево к востоку, деревня Савино к югу и деревня Захарово к западу.

## История
Деревня Ташенка впервые упоминается в XVII веке.
В 1905 году деревня относилась к Бетинской волости Касимовского уезда и имела 25 дворов при численности населения 170 чел.

## Население
| 2010 |
| ---- |
| 634  |

## Экономика
К северу от посёлка находится Касимовский карьер, где ведётся добыча известняка и бутового камня.

## Транспорт и связь
Посёлок находится неподалёку от автомобильной дороги Р124 Касимов — Шацк с регулярным автобусным сообщением.
Посёлок Ташенка обслуживает одноимённое сельское отделение почтовой связи (индекс 391340).

## Известные уроженцы
Агафонов, Валентин Александрович (1925 - 1945) - танкист, герой Советского союза.